# Grabersdorf

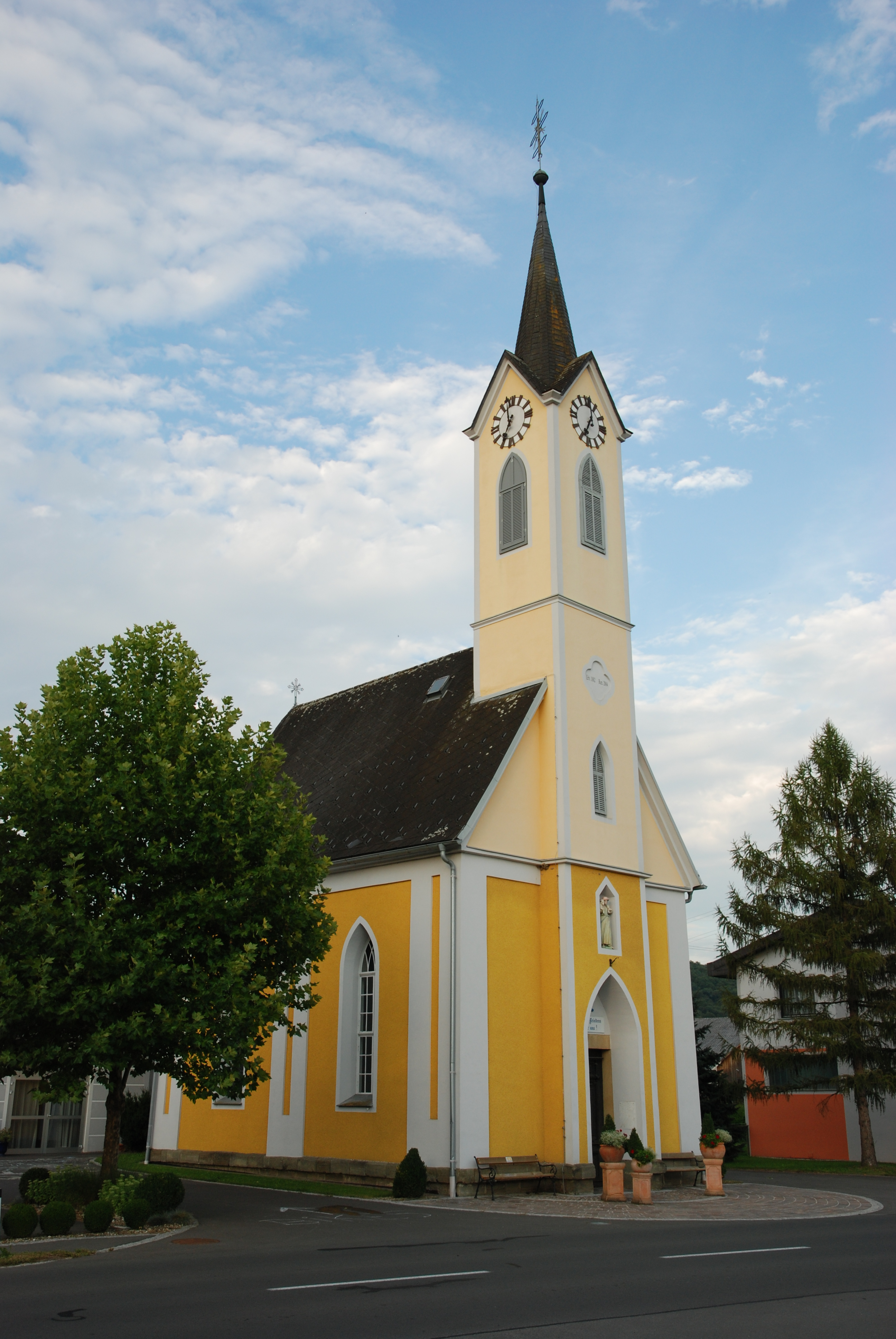
Ortskapelle Grabersdorf

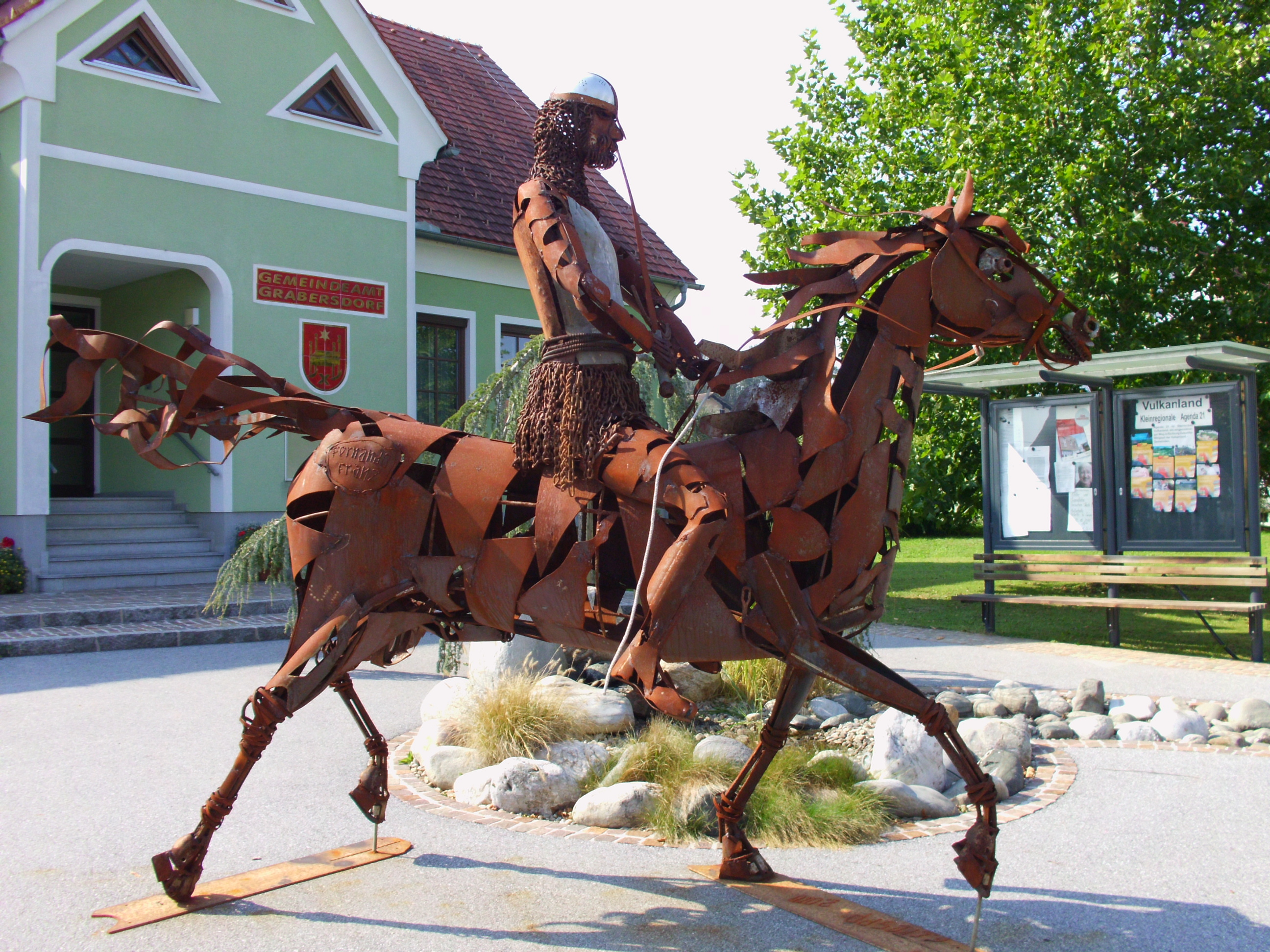
Eiserner Ritter von Grabersdorf vor dem ehemaligen Gemeindehaus

Grabersdorf ist eine ehemalige Gemeinde mit 332 Einwohnern (Stand: 1. Jänner 2024) im Südosten der Steiermark im Bezirk Südoststeiermark. Im Rahmen der Gemeindestrukturreform in der Steiermark ist sie seit 2015 mit den Gemeinden Aug-Radisch, Baumgarten bei Gnas, Gnas, Maierdorf, Poppendorf, Raning, Trössing und Unterauersbach zusammengeschlossen,
die neue Gemeinde führt den Namen Gnas weiter. Grundlage dafür ist das Steiermärkische Gemeindestrukturreformgesetz – StGsrG.

## Geografie

### Geografische Lage
Grabersdorf liegt ca. 38 km südöstlich von Graz und ca. 12 km südwestlich der Bezirkshauptstadt Feldbach im Oststeirischen Hügelland.

### Nachbargemeinden bis Ende 2014
|                       | Raning                                      | Poppendorf |
| Aug-Radisch           | Kompassrose, die auf Nachbargemeinden zeigt | Krusdorf   |
| Bierbaum am Auersbach | Trössing                                    | Straden    |

### Gliederung
Die Gemeinde bestand aus einer einzigen gleichnamigen Katastralgemeinde bzw. Ortschaft.

## Geschichte
Das früheste Schriftzeugnis ist von 1368 und lautet „Chrabotsdorf“. Der Name geht auf slowenisch Hrvat (Kroate) zurück. Der Name legt nahe, dass die Ursiedler keine Alpenslawen waren, sondern Südslawen (Kroaten).

## Politik

### Gemeinderat
Der Gemeinderat bestand aus neun Mitgliedern und setzte sich seit der Gemeinderatswahl 2010 aus Mandaten der folgenden Parteien zusammen:
- 7 ÖVP, stellte Bürgermeister und Vizebürgermeister
- 2 FG – Für Grabersdorf

### Wappen
Die Verleihung des Gemeindewappens erfolgte mit Wirkung vom 1. Februar 1989.

Blasonierung (Wappenbeschreibung):
„In Rot unter goldenem Stern und über einem goldenen Andreaskreuz eine goldene Wiege in Seiten- und linker Vorderansicht.“
Die goldene Wiege dient als Versinnbildlichung des Lebens. Stern und Andreaskreuz verweisen auf die Kirche Maria sowie die Andreaskapelle.

## Kultur und Sehenswürdigkeiten

### Bauwerke
- Dorfkapelle
- Gemeindehaus

## Sonstiges
- Denkmal des Eisernen Ritters